# Bartlesville
Bartlesville és una ciutat dels Estats Units a l'estat d'Oklahoma. Segons el cens del 2000 tenia 34.748 habitants.

## Demografia
Segons el cens del 2000, Bartlesville tenia 34.748 habitants, 14.565 habitatges, i 9.831 famílies. La densitat de població era de 635,5 habitants per km².
Dels 14.565 habitatges en un 30,1% hi vivien nens de menys de 18 anys, en un 54,9% hi vivien parelles casades, en un 9,7% dones solteres, i en un 32,5% no eren unitats familiars. En el 29,5% dels habitatges hi vivien persones soles el 14% de les quals corresponia a persones de 65 anys o més que vivien soles. El nombre mitjà de persones vivint en cada habitatge era de 2,35 i el nombre mitjà de persones que vivien en cada família era de 2,89.
Per edats la població es repartia de la següent manera: un 24,9% tenia menys de 18 anys, un 8,1% entre 18 i 24, un 24,8% entre 25 i 44, un 23,7% de 45 a 60 i un 18,5% 65 anys o més.
L'edat mediana era de 40 anys. Per cada 100 dones de 18 o més anys hi havia 85,1 homes.
La renda mediana per habitatge era de 35.827 $ i la renda mediana per família de 44.617 $. Els homes tenien una renda mediana de 35.699 $ mentre que les dones 23.071 $. La renda per capita de la població era de 21.195 $. Entorn del 9,4% de les famílies i el 12,7% de la població estaven per davall del llindar de pobresa.

## Poblacions més properes
El següent diagrama mostra les poblacions més properes.